# Noceda (Folgoso de Caurel)
Noceda (llamada oficialmente San Pedro de Noceda) es una parroquia y una aldea española del municipio de Folgoso de Caurel, en la provincia de Lugo, Galicia.

## Límites
Limita con las parroquias de Louzarela y Padornelo al norte, Pacios y Lousada al este, Meiraos al sur y Gundriz al oeste.

## Organización territorial
La parroquia está formada por tres entidades de población:
- Noceda
- Teixeira
- Vilela

## Demografía

### Parroquia
| Gráfica de evolución demográfica de Noceda (parroquia) entre 2000 y 2021 |
|                                                                          |
| Datos según el nomenclátor publicado por el INE.                         |

### Aldea
| Gráfica de evolución demográfica de Noceda (aldea) entre 2000 y 2021 |
|                                                                      |
| Datos según el nomenclátor publicado por el INE.                     |

## Lugares de interés
- Iglesia de San Pedro